# Mathéo Bodmer
Mathéo Bodmer (* 6. Mai 2004 in Lille) ist ein französischer Fußballspieler, der beim Le Havre AC unter Vertrag steht.

## Karriere

### Verein
Bodmer begann seine fußballerische Ausbildung 2010 beim Évreux FC, wo er ein Jahr spielte, ehe er zu FO Plaisir wechselte. Nach nur einem halben Jahr dort wechselte er zur AG Caennaise und vier Jahre später in die Jugendakademie des Le Havre AC. Dort kam er in der Saison 2020/21 nach zwei U19-Ligaeinsätzen am letzten Spieltag zu seinem Profidebüt in der Ligue 2, als er im Alter von 16 Jahren eine Halbzeit gegen den ES Troyes AC spielte. In der Folgespielzeit kam er lediglich für die A-Junioren und das fünftklassige Zweitteam zum Zug. Die Saison 2022/23 beendete er mit elf Fünftligaspielen und acht Juniorenpartien und unterzeichnete nach der Spielzeit, im Juni 2023, seinen ersten Profivertrag.

### Nationalmannschaft
Bodmer wurde bereits für das U17-Team der Franzosen berufen, kam jedoch nicht zum Einsatz.

## Familie
Mathéo Bodmer ist der Sohn des ehemaligen Profifußballspielers Mathieu Bodmer, welcher über 400 Spiele in der Ligue 1 und weitere 200 Spiele in der Champions- und Europa League und in der Ligue 2 absolvierte. Aktuell ist Methieu Bodmer Sportdirektor des Le Havre AC, bei dem Mathéo aktuell spielt. Mathéos jüngerer Bruder Timéo spielt ebenfalls Fußball bei den B-Junioren von SM Caen.